# Zhuang Yongbei
Zhuang Yongbei es una variedad de Zhuang que incluye los dialectos de Yongning septentrional, Binyang, Hengxian y Pingguo. 'Yongbei' 邕北 es chino y significa al norte del río Yongjiang; en otros contextos puede representar el norte del condado de Yongning o Yongning Norte.
Como grupo regional Yongbei incluye el dialecto Wuming, la base del Zhuang estándar. Sin embargo, Wuming cae en el grupo comparativo Yongnan-Wuming Zhuang.